# Ruch Katolicko-Narodowy
Ruch Katolicko-Narodowy (RKN) – polskie prawicowe ugrupowanie polityczne działające w latach 1997–2023. Deklarowana ideologia partii miała charakter narodowo-katolicki.

## Historia
Ruch Katolicko-Narodowy powstał 14 grudnia 1997 na skutek rozłamu, do którego doszło w Ruchu Odbudowy Polski po usunięciu Antoniego Macierewicza. Został on prezesem nowej partii, która zarejestrowana została sądownie 16 czerwca 1998. RKN wszedł w skład Akcji Wyborczej Solidarność. W 2001 członkowie partii startowali do Sejmu z list Ligi Polskich Rodzin.
W Sejmie IV kadencji RKN posiadał koło poselskie zrzeszające 5 posłów, którzy w 2001 weszli do Sejmu z list LPR. Przed wyborami do Sejmu w 2005 RKN współtworzył Ruch Patriotyczny, który otrzymał 1,05% głosów i nie uzyskał mandatów.
RKN nadal istniał jako partia polityczna do 2023 (funkcjonował równolegle do Ruchu Patriotycznego, który przestał istnieć w 2014). W 2007 jego kandydaci startowali do parlamentu z list Prawa i Sprawiedliwości, uzyskując 2 mandaty poselskie, które otrzymali Antoni Macierewicz i Krystyna Grabicka (zasiedli oni w Sejmie w klubie parlamentarnym PiS). W 2011 oboje z list PiS ubiegali się o reelekcję. Mandat uzyskał ponownie Antoni Macierewicz, który jednak 15 lutego 2012 wstąpił do PiS. Pozostający członkiem zarządu głównego RKN Jerzy Czerwiński w latach 2006–2014 był radnym sejmiku województwa opolskiego, wybieranym z listy PiS. W 2014 bez powodzenia ubiegał się o reelekcję, startując z listy PiS z rekomendacją Solidarnej Polski. W 2015 nowym prezesem partii została Małgorzata Romanowicz. W tym samym roku w wyborach parlamentarnych Jerzy Czerwiński wystartował z ramienia komitetu PiS do Senatu, uzyskując mandat (zasiadł w klubie PiS). W trakcie kadencji przeszedł on z RKN do PiS. W kolejnych wyborach działacze RKN nie startowali.
6 lutego 2023 Sąd Okręgowy w Warszawie, z powodu złożenia przez RKN po terminie sprawozdania finansowego za 2019 rok, postanowił o wyrejestrowaniu partii.

## Parlamentarzyści RKN

### Senator RKN w klubie PiS w Senacie IX kadencji (początkowo)
- Jerzy Czerwiński, Brzeg, Kluczbork, Namysłów, Nysa, Prudnik

### Poseł RKN w klubie PiS w Sejmie VII kadencji (do 15 lutego 2012)
- Antoni Macierewicz, Piotrków Trybunalski

### Posłowie RKN w klubie PiS w Sejmie VI kadencji
- Krystyna Grabicka, Sieradz
- Antoni Macierewicz, Piotrków Trybunalski

### Skład Koła Poselskiego RKN w Sejmie IV kadencji
- Jerzy Czerwiński, Opole
- Krystyna Grabicka, Sieradz
- Robert Luśnia, Lublin (wykluczony z koła 5 maja 2005 po niekorzystnym wyroku sądu lustracyjnego, pozostał jednak w partii)
- Antoni Macierewicz, Warszawa
- Antoni Stryjewski, Wrocław

### Poseł RKN w Sejmie III kadencji
- Antoni Macierewicz, woj. mazowieckie bez Warszawy